# Luiz Fernando (calciatore 1995)
Luiz Fernando Ferreira Maximiniano, noto semplicemente come Luiz Fernando (Rio de Janeiro, 8 maggio 1995), è un calciatore brasiliano, centrocampista del Khitan.

## Caratteristiche tecniche
È un mediano.

## Carriera
Cresciuto nel settore giovanile del Feyenoord, ha esordito in prima squadra il 1º marzo 2015 disputando l'incontro del Campionato Carioca vinto 1-0 contro il Resende.